# Матриці Паулі
Матриці Паулі — три {\displaystyle 2\times 2} матриці — оператори спіну для часток зі спіном 1/2.
{\displaystyle \sigma _{1}=\sigma _{x}={\begin{pmatrix}0&1\\1&0\end{pmatrix}}}
{\displaystyle \sigma _{2}=\sigma _{y}={\begin{pmatrix}0&-i\\i&0\end{pmatrix}}}
{\displaystyle \sigma _{3}=\sigma _{z}={\begin{pmatrix}1&0\\0&-1\end{pmatrix}}}

## Властивості
Матриці Паулі — ермітові оператори.
Квадрат будь-якої із них є одиничною матрицею.
Слід будь-якої із матриць Паулі дорівнює нулю.

## Комутаційні співвідношення
Комутаційні співвідношення для матриць Паулі схожі на комутаційні співвідношення для оператора кутового моменту
{\displaystyle [\sigma _{x},\sigma _{y}]=2i\sigma _{z}}
{\displaystyle [\sigma _{y},\sigma _{z}]=2i\sigma _{x}}
{\displaystyle [\sigma _{z},\sigma _{x}]=2i\sigma _{y}}

## Власні значення і власні вектори
Найважливішим для практичного застосування є оператор {\displaystyle \sigma _{z}}. Його власні значення
{\displaystyle \pm 1}, а власні вектори
{\displaystyle {\begin{pmatrix}1\\0\end{pmatrix}}} та {\displaystyle {\begin{pmatrix}0\\1\end{pmatrix}}}.
Матриця
{\displaystyle {\hat {\sigma }}_{+}={\frac {1}{2}}({\hat {\sigma }}_{x}+i{\hat {\sigma }}_{y})}
має ту властивість, що
{\displaystyle {\hat {\sigma }}_{+}{\begin{pmatrix}1\\0\end{pmatrix}}=0,\qquad {\hat {\sigma }}_{+}{\begin{pmatrix}0\\1\end{pmatrix}}={\begin{pmatrix}1\\0\end{pmatrix}}}
тобто вона перетворює один власний вектор у інший. Аналогічно, матриця
{\displaystyle {\hat {\sigma }}_{-}={\frac {1}{2}}({\hat {\sigma }}_{x}-i{\hat {\sigma }}_{y})}
має ту властивість, що
{\displaystyle {\hat {\sigma }}_{-}{\begin{pmatrix}0\\1\end{pmatrix}}=0,\qquad {\hat {\sigma }}_{-}{\begin{pmatrix}1\\0\end{pmatrix}}={\begin{pmatrix}0\\1\end{pmatrix}}}
Фізичний сенс цих операторів — перевертання спіна.

## Внесок у гамільтоніан
Із врахуванням взаємодії квантовомеханічної частинки зі спіном 1/2 із магнітним полем гамільтоніан для частинки
записується у вигляді
{\displaystyle {\hat {H}}={\hat {H}}_{0}+g\mu _{B}{\hat {\mathbf {\sigma } }}\cdot \mathbf {B} },
де g — g-фактор Ланде, {\displaystyle \mu _{B}} — магнетон Бора,
{\displaystyle \mathbf {B} } — вектор магнітної індукції, {\displaystyle {\hat {H}}_{0}} — та частина гамільтоніана, яка не залежить від магнітного поля.
Якщо вибрати систему координат таким чином, щоб магнітне поле було направлене вздовж осі z, то гамільтоніан матиме вигляд
{\displaystyle {\hat {H}}={\hat {H}}_{0}+g\mu _{B}{\hat {\sigma _{z}}}B}.
У такому випадку гамільтоніан частинки комутує із оператором {\displaystyle \sigma _{z}} і матиме з ним спільні власні вектори. Тоді в магнітному полі енергетичні рівні частинки зі спіном 1/2 розщеплюватимуться на два з енергією {\displaystyle E_{n0}\pm g\mu _{B}H}, де {\displaystyle E_{n0}} — це вклад у енергію, зумовлений іншими, не залежними від магнітного поля, взаємодіями.